# Turłai
Turłai (biał. Турлаі; ros. Турлаи, Turłai, pol. hist. Turłaje) – wieś na Białorusi, w obwodzie witebskim, w rejonie orszańskim, w sielsowiecie Barzdouka.

## Historia
W XIX i w początkach XX w. położone były w Rosji, w guberni mohylewskiej, w powiecie horeckim, w gminie Masłaki (Maślaki). Następnie w granicach Związku Sowieckiego. Od 1991 w niepodległej Białorusi.